# Криминалистички филм
У најширем смислу, криминалистички филм је филм који говори о криминалу и мрачној страни људске природе. Стилски, може се сврстати под многе жанрове, обично под драму, трилер, мистерију и филм ноар. Филмови фокусирани на мафију типични су примери криминалистичких филмова.

## Криминалистичка фикција на телевизији
Повећањем популарности телевизије све више су се почеле појављивати телевизијске серије с детективима, истражитељима, специјалним агентима, адвокатима и полицијом. У Уједињеном Краљевству, Осветници (шездесетих) су говорили о углађеном агенту Џону Стиду и његовој партнерки Еми Пил, а серија је стекла култни статус. Америчка телевизија је правила серије као што су 77 Sunset Strip (1958—1963); Улице Сан Франциска (1972—1977), с Карлом Малденом и младим Мајклом Дагласом, Њемачкој, Дерик је постала свакодневна ријеч.

## Поджанрови
Криминалистички филмови потпадају под неколико различитих поджанрова:
- Мафијашки филм, смештен у свет мафије. Примери су Кум и обе верзије Лица с ожиљком.
  - Јакуза филмови, јапанске верзије гангстерских филмова.
- Пљачкашки филмови говоре о банди криминалаца који покушавају извести крађу или пљачку, као и о могућим последицама које следе након тога. Пљачкашки филмови имају опуштенији тон. Пример је Жаока.
- Филм ноар, жанр популаран у тридесетим, четрдесетим и педесетим, често спада у криминалистички жанр. Нео-ноар филмови се односе на модерне филмове под утицајем ноара, као што је Град греха.
- Затворски филмови прате живот протагониста у затвору, као у филму Бег из Алкатраза.
- Филмови о истинитим злочинима утемељени су на стварним догађајима, иако се детаљи могу изменити због приче. Примери су Добри момци и Пасје поподне.
- Квартовски филмови говоре о афро-америчким урбаним проблемима и култури. Иако се не морају увек вртети око злочина, криминална активност је често заступљена у причи.
- Криминалистички трилери су трилери у којима злочин игра велику улогу.
- Криминалистичке комедије су спој криминала и мрачне комедије.
- Судске драме обично се не баве самим злочином као суђење касније. Типична прича говори о адвокату који покушава доказати невиност својег клијента.